# アサヒエンペラー
アサヒエンペラー（Asahi Emperor、1983年4月3日 - 2018年3月30日）は、日本の競走馬、種牡馬。慢性的な脚部不安に悩まされながら大競走で好走を続け、「未完の大器」と呼ばれた。

## 経歴

### 競走馬時代
1985年10月の新馬戦でデビュー。1番人気に支持されたものの最下位に敗退した。同馬は慢性的な脚部不安を抱えており、デビュー戦の後に骨膜炎を発症して2か月の休養を余儀なくされた。その後繋靭帯炎も発症し、疾病と戦いながら同年12月の未勝利戦、翌1986年1月の若竹賞を連勝。さらに弥生賞4着、皐月賞3着、NHK杯3着、東京優駿3着と牡馬クラシック戦線で好走を続けた。
東京優駿出走時には症状がかなり悪化しており、調教の様子を見た松山吉三郎（同レースでアサヒエンペラーと対戦したダイナガリバーを管理していた）が「あの脚でダービーに出られるのか」と疑問に感じ、さらにレース前で騎乗した中舘英二が返し馬（本馬場入場後のウォーミングアップ）の時に慌てふためくほどのハ行（歩様の異常）を呈していた。
東京優駿出走後は温泉で療養し、9月に菊花賞トライアルのセントライト記念に出走し2着。しかしレース後に屈腱炎を発症し、菊花賞出走は断念された。温泉治療の結果翌1987年3月に復帰を果たし、翌4月の天皇賞（春）に出走。第4コーナーで2番手につけ直線でも伸びを見せたがゴール前でニシノライデンの斜行によって不利を被り、2着（3位入線だったが2位入線のニシノライデンが失格となったため2着）に敗れた。
天皇賞（春）出走後に脚部を骨折。その後、1年のブランクを経て出走した天皇賞（春）で13着に敗れたのを最後に競走馬を引退した。

### 引退後
引退後は種牡馬入りしたものの目立つ成績を挙げることができず、1996年5月30日に用途変更され、種牡馬を引退した。その後は新ひだか町の功労馬管理施設、ローリング・エッグス・クラブに繋養され、2018年3月30日に死亡した。35歳の大往生であった。

## 競走成績
| 年月日 | 年月日 | 年月日 |      | レース名         | 格       | 頭数 | 人気 | 着順 | 距離（状態）  | タイム | 着差    | 騎手     | 斤量 | 勝ち馬/（2着馬）   |
| 1985   | 10.    | 6      | 東京 | 3歳新馬          |          | 6    | 1    | 6着  | 芝1600m（不） | 1:42.5 | 3.6秒   | 蛯沢誠治 | 53   | ニッポーテイオー   |
|        | 12.    | 21     | 中山 | 3歳未勝利        |          | 19   | 3    | 1着  | 芝2000m（良） | 2:04.6 | 1 1/4身 | 中舘英二 | 53   | （シンボリレーブ） |
| 1986   | 1.     | 6      | 中山 | 若竹賞           | 400万下  | 14   | 1    | 1着  | 芝2000m（良） | 2:03.0 | 5身     | 中舘英二 | 55   | （ウメノシーボン） |
|        | 3.     | 2      | 中山 | 弥生賞           | GIII     | 11   | 1    | 4着  | 芝2000m（良） | 2:02.8 | 0.4秒   | 中舘英二 | 55   | ダイシンフブキ     |
|        | 4.     | 13     | 中山 | 皐月賞           | GI       | 21   | 3    | 3着  | 芝2000m（良） | 2:03.2 | 1.1秒   | 中舘英二 | 57   | ダイナコスモス     |
|        | 5.     | 4      | 東京 | NHK杯            | GII      | 18   | 1    | 3着  | 芝2000m（重） | 2:04.0 | 0.4秒   | 中舘英二 | 56   | ラグビーボール     |
|        | 5.     | 25     | 東京 | 東京優駿         | GI       | 23   | 6    | 3着  | 芝2400m（良） | 2:29.4 | 0.5秒   | 中舘英二 | 57   | ダイナガリバー     |
|        | 9.     | 28     | 中山 | セントライト記念 | GIII     | 9    | 2    | 2着  | 芝2200m（良） | 2:14.7 | 0.2秒   | 蛯沢誠治 | 56   | レジェンドテイオー |
| 1987   | 3.     | 28     | 中山 | 爽春賞           | 1400万下 | 10   | 1    | 2着  | 芝2000m（良） | 2:03.4 | 0.0秒   | 中舘英二 | 56   | トウショウバイタル |
|        | 4.     | 29     | 京都 | 天皇賞（春）     | GI       | 10   | 4    | 2着  | 芝3200m（良） | 3:20.6 | 0.2秒   | 蛯沢誠治 | 58   | ミホシンザン       |
| 1988   | 4.     | 29     | 京都 | 天皇賞（春）     | GI       | 18   | 5    | 13着 | 芝3200m（稍） | 3:25.6 | 3.8秒   | 蛯沢誠治 | 58   | タマモクロス       |

## 血統表
| アサヒエンペラーの血統（エルバジェ系／Nasrullah 4×4=12.50%、 Firdaussi5×5=6.25%（父内）、 Pharos5×5=6.25%（母内）） | アサヒエンペラーの血統（エルバジェ系／Nasrullah 4×4=12.50%、 Firdaussi5×5=6.25%（父内）、 Pharos5×5=6.25%（母内）） | アサヒエンペラーの血統（エルバジェ系／Nasrullah 4×4=12.50%、 Firdaussi5×5=6.25%（父内）、 Pharos5×5=6.25%（母内）） | （血統表の出典）        | （血統表の出典） |
| 父 *コインドシルバー Coined Silver 1974 黒鹿毛 アメリカ                                                             | 父の父Herbager 1956 鹿毛 フランス                                                                                   | Vandale | Plassy                  | Plassy           |
| 父 *コインドシルバー Coined Silver 1974 黒鹿毛 アメリカ                                                             | 父の父Herbager 1956 鹿毛 フランス                                                                                   | Vandale | Vanille                 |                  |
| 父 *コインドシルバー Coined Silver 1974 黒鹿毛 アメリカ                                                             | 父の父Herbager 1956 鹿毛 フランス                                                                                   | Flagette | Escamillo               | Escamillo        |
| 父 *コインドシルバー Coined Silver 1974 黒鹿毛 アメリカ                                                             | 父の父Herbager 1956 鹿毛 フランス                                                                                   | Flagette | Fidgette                |                  |
| 父 *コインドシルバー Coined Silver 1974 黒鹿毛 アメリカ                                                             | 父の母Silver Coin 1965 黒鹿毛 アメリカ                                                                              | Never Bend | Nasrullah               | Nasrullah        |
| 父 *コインドシルバー Coined Silver 1974 黒鹿毛 アメリカ                                                             | 父の母Silver Coin 1965 黒鹿毛 アメリカ                                                                              | Never Bend | Lalun                   |                  |
| 父 *コインドシルバー Coined Silver 1974 黒鹿毛 アメリカ                                                             | 父の母Silver Coin 1965 黒鹿毛 アメリカ                                                                              | Silver Spoon | Citation                | Citation         |
| 父 *コインドシルバー Coined Silver 1974 黒鹿毛 アメリカ                                                             | 父の母Silver Coin 1965 黒鹿毛 アメリカ                                                                              | Silver Spoon | Silver Fog              |                  |
| 母 アサヒタマナー 1968 栗毛 日本                                                                                    | 母の父*タマナー Tamanar 1955 栗毛 フランス                                                                          | Sunny Boy | Jock                    | Jock             |
| 母 アサヒタマナー 1968 栗毛 日本                                                                                    | 母の父*タマナー Tamanar 1955 栗毛 フランス                                                                          | Sunny Boy | Fille de Soleil         |                  |
| 母 アサヒタマナー 1968 栗毛 日本                                                                                    | 母の父*タマナー Tamanar 1955 栗毛 フランス                                                                          | Tresa | Bozzetto                | Bozzetto         |
| 母 アサヒタマナー 1968 栗毛 日本                                                                                    | 母の父*タマナー Tamanar 1955 栗毛 フランス                                                                          | Tresa | Torrigiana              |                  |
| 母 アサヒタマナー 1968 栗毛 日本                                                                                    | 母の母*ジェッタ Jetta 1960 鹿毛 アイルランド                                                                        | Nearula | Nasrullah               | Nasrullah        |
| 母 アサヒタマナー 1968 栗毛 日本                                                                                    | 母の母*ジェッタ Jetta 1960 鹿毛 アイルランド                                                                        | Nearula | Respite                 |                  |
| 母 アサヒタマナー 1968 栗毛 日本                                                                                    | 母の母*ジェッタ Jetta 1960 鹿毛 アイルランド                                                                        | Jet Plane | Umidwar                 | Umidwar          |
| 母 アサヒタマナー 1968 栗毛 日本                                                                                    | 母の母*ジェッタ Jetta 1960 鹿毛 アイルランド                                                                        | Jet Plane | Light Velocity F-No.1-p |                  |

半兄にアサヒダイオー（カブトヤマ記念優勝）、アサヒテイオー（日経賞優勝）がいるほか、近親にワイルドモア（皐月賞優勝）、アサヒライジング （クイーンステークス優勝）がいる。